# Tay River (vattendrag i Kanada, Ontario)
Tay River är ett vattendrag i Kanada.   Det ligger i provinsen Ontario, i den sydöstra delen av landet, 70 km sydväst om huvudstaden Ottawa.
I omgivningarna runt Tay River växer i huvudsak blandskog. Runt Tay River är det ganska glesbefolkat, med 31 invånare per kvadratkilometer.